# Sulmona
Sulmona és un municipi italià, situat a la conca del riu Gizio, a la regió d'Abruços i a la província de L'Aquila. L'any 2008 tenia 25.327 habitants. És una petita ciutat industrial i artesanal.
Antigament era coneguda amb el nom de Sulmo, lloc de naixença del poeta Ovidi.